# Marcel Delépine
Stéphane Marcel Delépine est un chimiste et pharmacologue français né le 19 septembre 1871 à Saint-Martin-le-Gaillard et mort le 21 octobre 1965 à Paris. Il s'est consacré à la catalyse hétérogène par complexes de métaux lourds (platine, iridium, rhodium), aux liaisons soufre et aux terpènes. La « réaction de Delépine » est un mécanisme de synthèse d'amines primaires par hydrolyse de sels de méthénamine. 

## Biographie
Delépine est le fils d'un agriculteur du Pays de Caux. Bachelier en 1887, il est apprenti pendant trois années, entre autres dans la pharmacie de son frère aîné Léopold à Gournay-en-Bray. Il étudie la pharmacologie à l'École supérieure de pharmacie de Paris (licencié en 1891). Il exerce ensuite comme préparateur dans plusieurs hôpitaux de Paris, au Collège de France ainsi que dans le laboratoire de Marcellin Berthelot, où il travaille jusqu'en 1902 pour préparer sa thèse de pharmacologie (« Amines et amides dérivés des aldéhydes », publ. aux éd. Gauthier-Villars en 1898). Devenu pharmacien titulaire des Hôpitaux de Paris (1902), il travaille successivement à la clinique Bretonneau, à l'hôpital Broca puis à l'Hôpital de la Pitié, jusqu'en 1927. Simultanément, il enseigne depuis 1904 à l'École supérieure de pharmacie de Paris, dont il obtient en 1913 la chaire de Minéralogie et d'Hydrologie.
Marcel Delépine est élu membre de l’Académie des sciences dans la section de chimie en 1930 et il est professeur au Collège de France où il occupe la chaire de chimie organique de 1930 à 1941.
En 1962, il reçoit la médaille d'or du CNRS.

### Publications
- Composés endothermiques et exothermiques (thèse présentée au concours d'agrégation du 20 avril 1899 à l'École supérieure de pharmacie de Paris, section de chimie et toxicologie), Coulommiers, Paul Brodard, 1899 (lire en ligne).
- Carbures métalliques (thèse présentée au concours d'agrégation du 1er février 1904 à l'École supérieure de pharmacie de Paris, section de chimie et toxicologie), Paris, A. Joanin et Cie, 1904 (lire en ligne).
- Cours de chimie organique, Paris, Masson et Cie, 1906, 3e éd. (1re éd. 1896), 799 p., avec Armand Gautier.
- Titres et travaux, Paris, L. Maretheux, 1925 (lire en ligne).
- Titres et travaux : Addenda pour 1926 et 1927, Paris, L. Maretheux, 1928 (lire en ligne).
- « Représentation des édifices chimiques : Isomérie en général ; Isomérie optique », dans Victor Grignard (dir.), Traité de chimie organique, t. 1 : Analyse organique, Paris, Masson et Cie, 1935 (lire en ligne).
- Berthelot (1827-1907) (plaquette réalisée à l'occasion de l'exposition universelle de 1937 et l'inauguration du pavillon Berthelot au Palais de la découverte), Paris, Hermann et Cie, 1937, 6 p., 13,5 × 20 cm
- La Synthèse totale en chimie organique : Mémoires de MM. Wöhler, Gerhardt, M. Berthelot, Le Bel, Van 't Hoff, Jungfleisch, Ladenburg, Pasteur, Gauthier-Villars, 1937, 143 p. (OCLC 490494208) (préface et commentaires de Delépine).
- Chimie organique : Formules de constitution, isomérie, isomérie optique (brochure de vulgarisation scientifique conçue à partir des présentations du Palais de la découverte), Paris, Hermmann et Cie, 1937, 12 p. (OCLC 30961130).
- Centenaire de la naissance d'Armand Gautier : Lecture faite le 26 novembre 1937 devant la Société chimique de France, Masson et Cie, 1938, 12 p., in-8° (OCLC 690274788).
- Marcellin Berthelot : Conférence faite au Palais de la découverte le 10 novembre 1940, Paris, université de Paris, coll. « Les Conférences du Palais de la découverte / A » (no 2), s.d., 28 p. (OCLC 53602485).
- Un grand chimiste analyste : Louis-Nicolas Vauquelin : Conférence faite au Palais de la découverte le 28 décembre 1941, Paris, université de Paris, coll. « Les Conférences du Palais de la découverte », 1942, 29 p., 18 cm (OCLC 491123799).
- Ernest Fourneau (1872-1949) : Sa vie et son œuvre (extrait du Bull. Soc. chim. Fr.), Paris, Masson et Cie, s.d. (1950 ?), 90 p.
- Émile André (préf. Marcel Delépine), Initiation à l’étude chimique des corps gras : Conférences organisées et publiées avec le concours de l'Institut de recherche pour les huiles et oléagineux, Paris, SEDES, 1963, 364 p. (OCLC 422166156).
- Marc Julia (préf. Marcel Delépine), Mécanismes électroniques en chimie organique, Paris, Gauthier-Villars, 1965, 2e éd. (1re éd. 1959), 115 p., 25 cm (OCLC 25326823).

### Correspondance
- Lettres  (quinze lettres autographes et une lettre dactylographiée signées, à des correspondants non identifiés), Dibner Library of Science and Technology, Washington, 1928-1947 (OCLC 10091718).

### Sur Marcel Delépine
- Eugène-Humbert Guitard, « Le Professeur Marcel Delépine (1871-1965) », Revue d'histoire de la pharmacie, vol. 53, no 187,‎ 1965, p. 435-440 (DOI 10.3406/pharm.1965.6793, lire en ligne, consulté le 3 juillet 2014).
- Collectif, Hommage rendu au professeur Marcel Delépine par ses amis, ses collègues, ses élèves, à l’occasion de sa promotion au grade de commandeur de la Légion d’honneur (allocutions prononcées à la cérémonie organisée  le 23 novembre 1950), Paris, Société des amis de la faculté de pharmacie de Paris, 1950, 38 p. (OCLC 1123837).